# Sindkhed Raja
Sindkhed Raja é uma cidade  no distrito de Buldana, no estado indiano de Maharashtra.

## Demografia
Segundo o censo de 2001, Sindkhed Raja tinha uma população de 13,940 habitantes. Os indivíduos do sexo masculino constituem 53% da população e os do sexo feminino 47%. Sindkhed Raja tem uma taxa de literacia de 65%, superior à média nacional de 59.5%: a literacia no sexo masculino é de 75% e no sexo feminino é de 54%. Em Sindkhed Raja, 14% da população está abaixo dos 6 anos de idade.